# مقاطعة آساكا
مقاطعة آساكا هي تقسيم إداري في ولاية أنديجان في أوزبكستان. مركزها مدينة آساكا.